# Sagrado Inferno
Sagrado Inferno es una banda brasileña de Heavy metal formada en 1983 en Belo Horizonte, Minas Gerais. Fue la banda pionera del estilo Heavy, Thrash y Black metal en la capital minera influir en grandes bandas como Chakal, Witchhammer y Sepultura. El grupo había sido deshecho en 1987, volviendo sólo en 2012.

## Historia

### Carrera de iniciar y lanzamiento de lo demo (1983-1984)
La banda Sagrado Inferno formado en 1983 en la ciudad de Belo Horizonte, la primera banda de Heavy metal surgió en Minas Gerais, con influencia en las bandas de los años 70 como Black Sabbath. Más tarde, comenzaron a llegar los discos de bandas como Metallica, Slayer, Hellhammer/Celtic Frost, Destruction, Kreator, Mercyful Fate que comenzaron a influir en forma devastadora. En una entrevista con The Metalvox, Marcos Rodrigues había dicho que no tenía ninguna influencia sobre el metal brasileño, aunque bastante escuchar el primer disco de la banda de Stress, pero crea que no afecto al sonido de la banda.
En 1984 grabaron su primer demo titulado con el mismo nombre de la banda "Sagrado Inferno" que contiene tres canciones, "Sagrado Inferno", "Vida Macabra" y "Perseguição", y el segundo está siendo realizado por bandas como Chakal y Witchhammer. Las canciones fueron grabadas en malas condiciones, que eran un pilar de influencia para muchas bandas que vendrían poco después, en dirección al gran y legendario movimiento del metal en Belo Horizonte. Una de las apariciones públicas únicas y sorprendentes, fue diseñado en el festival Metal BH II en 1985, donde la banda tocó junto Sarcófago, Sepultura, Armmagedom, Chakal y Minotauro, haciendo un gran espectáculo.

### La pérdida de oportunidad (1986)
En 1986, debido a una briga del guitarrista Silvinho con João Eduardo de Faria Filho, dueño de la Cogumelo Records, la banda Sagrado Inferno perdió ante el Sepultura (que compartió la grabación con el Overdose) el papel del primer disco de metal producido en Minas Gerais: Século XX / Bestial devastation.

### Muerte Silvinho y el fin del grupo (1987)
En 1987, a punto de grabar su primero compacto, un accidente termina la carrera de la banda cuando el guitarrista Silvinho murió de una descarga eléctrica. El bajista Marcos Rodrigues en 1992 se había trasladado a la ciudad de Santa Bárbara y actualmente es director de una escuela, y los demás miembros tomaron su curso.

### El retorno de lo Sagrado Inferno
Después de 25 años inactivos el único miembro original de la banda, Marcos Rodrigues, que vivía en otra ciudad, dijo que no había fanes del heavy metal en su lugar, esperó a que el crecimiento de los niños, algún tiempo después montó una banda con el nombre de "Laranja Mecânica" (nombre de una de las canciones) y grabó un demo, Marcos habló con su hermano (Dilsinho exguitarrista de la formación original), adoptó el sonido y luego Marcos regresó con el nombre de Sagrado Inferno al lado de sus hijos.

## Miembros

### Miembros actuales
- Markin Junior – Vocal y Guitarra (2012-presente)
- Lukas Vilela – Bajo (2012-presente)
- Marcos Rodrigues – Batería (2004-presente) Bajo (1983-1987)

### Exmiembros
- Pedro Vitor - Guitarra (2012)
- Dilsinho - Guitarra (1984)
- Silvinho - Guitarra (1983 - 1987)
- Ronaldo - Batería (1984)
- Robinho - Vocal (2012)
- Victor Peixoto - Vocal (2012)
- Fernando Righi - Bajo (1983)
- Rogerio - Vocal (1984)
- Heitor Alípio - Bajo (2012)

## Discografía

### Álbumes
- (2019) - Bíblia Do Diabo (Cogumelo Records)

### EPs
- (2016) - Sagrado Inferno

### Demos
- (1984) - Demo